# BCAR1

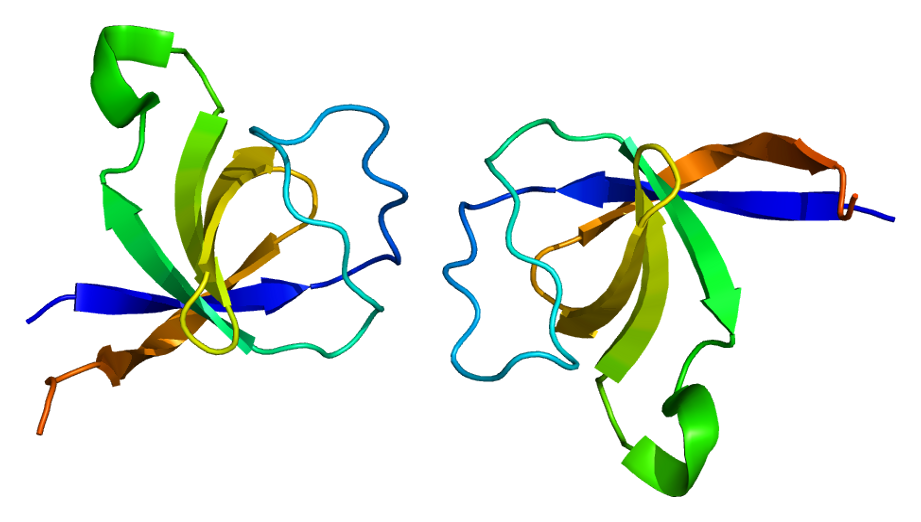
Estructura de la proteína BCAR1

La BCAR1 es una proteína adaptadora que coordina el ciclo celular, tanto la organización como mantenimiento del citoesqueleto y la migración de las células.
Su mutación está relacionada con diferentes tipos de patologías asociadas a alteraciones de la división, organización y migración celular, como es el caso del cáncer de páncreas.
En el cáncer de páncreas es común la mutación del SNP Rs7190458 situado en un exón del BCAR1.